# زبان انگلیسی برای اهداف دانشگاهی
زبان انگلیسی برای اهداف دانشگاهی (به انگلیسی: English for academic purposes) EAP به دوره‌های زبان آموزی برای غیر انگلیسی زبانان که قصد دارند در یک رشته دانشگاهی که به زبان انگلیسی تدریس می‌گردد، بعنوان زبان دوم یا سوم و... شرکت کنند گفته می‌شود. بعنوان مثال: این رشته برای افراد ایرانی الاصل که فقط با زبان فارسی آشنایی دارند، بعنوان زبان دوم یادگیری می گردد. اما ایرانیانی که هم فارسی و ترکی آذربایجانی یا سایر زبان ها را مسلط هستند بعنوان زبان سوم فراگرفته می شود. و همچنین در کشوری مانند آفریقای جنوبی افرادی هستند که همزمان به سه زبان افریکانس، فرانسوی و سواحلی مسلط هستند و انگلیسی را به عنوان زبان چهارم انتخاب کرده و آموزش می بینند. انگلیسی قطعاً مهم ترین زبان جهان است و بیشترین گویشور را با بیش از ۲٫۳ میلیارد نفر دارد. امروزه یادگیری زبان مترادف با آموختن همان زبان انگلیسی شده است. زبان اول و اصلی بیشتر موسسات، انجمن ها، شرکت‌ها، بنیادهای سودبر و ناسودبر، مردم نهادها یا NGOs، دانشگاه ها، سازمانهای به خصوص بین المللی، گروه های بزرگ علمی، هنری، علوم انسانی، علوم ریاضیات و مهندسی و انسانی، آموزشگاه‌ها، پژوهشکده ها و... زبان انگلیسی می باشد. با این حساب فراگیری سطوح عالی و آکادمیک آن همانند دستیابی به یک گنج عظیم شده است. در ایران امروزه صدها موسسه آموزش زبان انگلیسی های خارجه وجود دارد که در کنار این زبان بسیار مهم، زبان های پرگویشوری مانند اسپانیایی، فرانسوی، عربی، پرتغالی، روسی، چینی، کره ای، ژاپنی، عبری، ترکی استانبولی، لاتین، افریکانس،(گویش های محلی ایرانی مانند: آذری، لری، گیلکی، کرمانجی، سمنانی، تالشی، تاتی، زبان های عشایری و...)، ایتالیایی، سوئدی و نروژی،(موسسات آموزش زبان ویژه‌ای در تهران نیز هستند که زبان های فارسی قدیمی همچون پارسی باستان، پهلوی، پارسی میانه، فارسی نو و دری، پشتو و فارسی کشورهای مجاور را آموزش می دهند!). در شهرهای بزرگی مثل تهران، اصفهان و مشهد انواع گسترده ای از زبانها تدریس می گردد. این دوره‌های آموزشی باعث گسترش دانش زبانی اشخاص در رشته‌های خاص خود می‌گردد و مهارت‌های پژوهشی شخص را بالا می‌برد. پیش از شرکت در این کلاس‌ها سطح زبان انگلیسی شخص، تحت مصاحبه‌ای ارزیابی می‌گردد تا از مفید بودن کلاس‌ها برای شخص اطمینان حاصل گردد.